# Дятлов, Владимир Александрович
Влади́мир Алекса́ндрович Дя́тлов (род. 5 января 1951, Бучки, Черниговская область) — украинский историк, доктор исторических наук, профессор.

## Биография
Родился в 1951 году в Черниговской области. Закончил Харьковский университет по специальности историк. В 1996 году стажировался в Постдамском университете.
Защитил кандидатскую диссертацию на тему: «Реформация в городах Тюрингии и Саксонии». С 1977 года работал на должности доцента. Читал историю Германии. В 1990—1995 годах заведующий кафедры всемирной истории.
В 1997 году защитил докторскую диссертацию.

## Награды
- Заслуженный работник образования Украины